# 유영 (가수)
유영은 대한민국의 가수이다. 2002년 《유혹의 밤》으로 데뷔하였으며, 2003년 문화관광부가 후원하는 연예대상 시상식에서 '최고 인기 연예대상 10대가수상 신인상'을 수상하였다. 이후 2004년 원음방송 '훈훈한 가수상'을 수상하였다.

## 작품

### 앨범
- 2001년 《단심(丹心)/체념》
- 2003년 《유영 베스트앨범》
- 2004년 《1집 2004 유영》
- 2005년 《유영 3집》